# Veritat
El concepte de veritat varia segons l'època o escola teòrica. Es distingeixen sobretot els següents:
- Veritat com a correspondència: és veritat allò que diem o pensem quan es correspon amb el que passa o es pot percebre a la realitat. Requereix un món exterior com a prova de refutació i parteix del supòsit que aquest món es pot conèixer, fet que nega, per exemple, l'escepticisme.
- Veritat com a coherència: és veritat aquella afirmació que és coherent amb d'altres acceptades per una comunitat determinada. És un concepte que prové de l'utilitarisme i molt utilitzat en lògica i en la ciència en general, on s'usa en el sentit següent: acceptem que quelcom és veritat si o bé es pot demostrar empíricament o bé de moment encara no es pot falsar.
- Veritat subjectiva: en aquest sentit, per a cadascú és veritat el que ell/a consideri cert. D'aquesta manera, s'involucren en el judici sobre la veritat o falsedat d'una determinada proposició el coneixement individual i les creences personals. Dins d'aquesta noció de veritat s'hi encabeixen diferents grau de relativisme.
- Veritat absoluta: des d'una perspectiva teològica o metafísica, es considera que l'home és capaç d'assolir (sigui per il·luminació o bé per comprensió) veritats que es consideren necessàriament certes.
- Veritat pragmàtica: atesa la impossibilitat d'assolir una veritat fora de dubte (vegeu escepticisme), s'accepta com a cert allò que és útil per a la vida quotidiana o per progressar amb un estudi particular.

Ara com ara és un tema la recerca científica així com de fonamentació filosòfica: La recerca científica de la funció cognitiva –arrencant des de la física fins a la neurologia, passant per l'evolucionisme, la genètica, la biologia, l'etologia i la psicologia–, introdueix noves perspectives sobre el coneixement basat a l'evidència com a creença epistemològicament veritable amb justificació vàlida.
- Interessa a la lingüística perquè el llenguatge és expressió de la pròpia veritat.
- Interessa a l'antropologia filosòfica, perquè sembla evident que els éssers humans prefereixen la veritat a la falsedat—o a l'errada o a la mentida— i prefereixen la certesa al dubte.
- Interessa a la sociologia, per tal com l'estimació cap a la veritat i la condemna de la mentida o de l'error, varia en intensitat segons les èpoques i les cultures, perquè tant el concepte de veritat com la seva valoració no sempre és el mateix al llarg de la història i de la cultura.
- Interessa a la ciència com a tal a la seva pretensió de coneixement vàlid.

La importància que té aquest concepte és que està arrelat en el cor de qualsevol supòsit personal, social i cultural. D'aquí la seva complexitat.

## Veritat i història

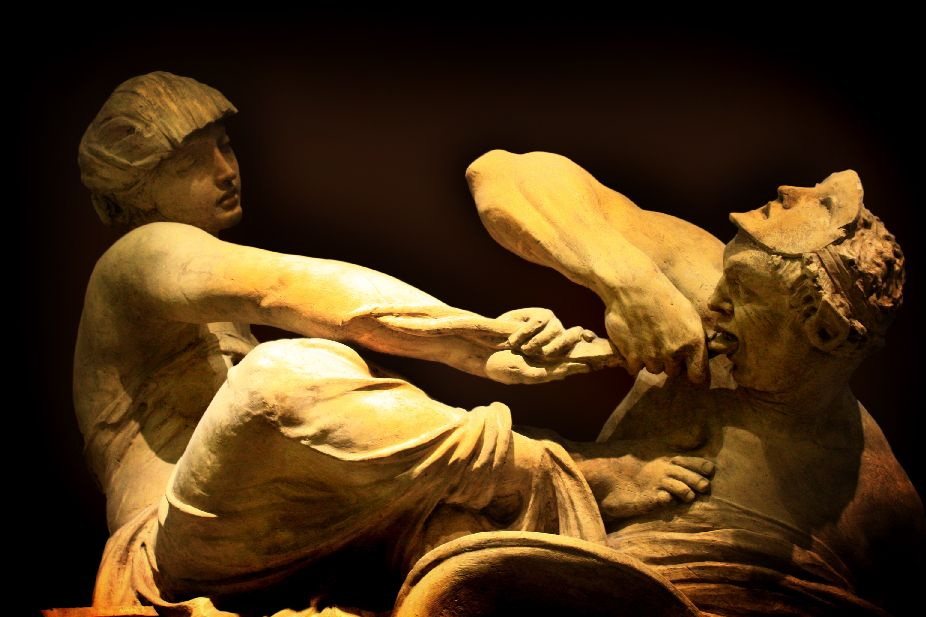
Alfred Stevens: La Veritat i la Falsetat c. 1817

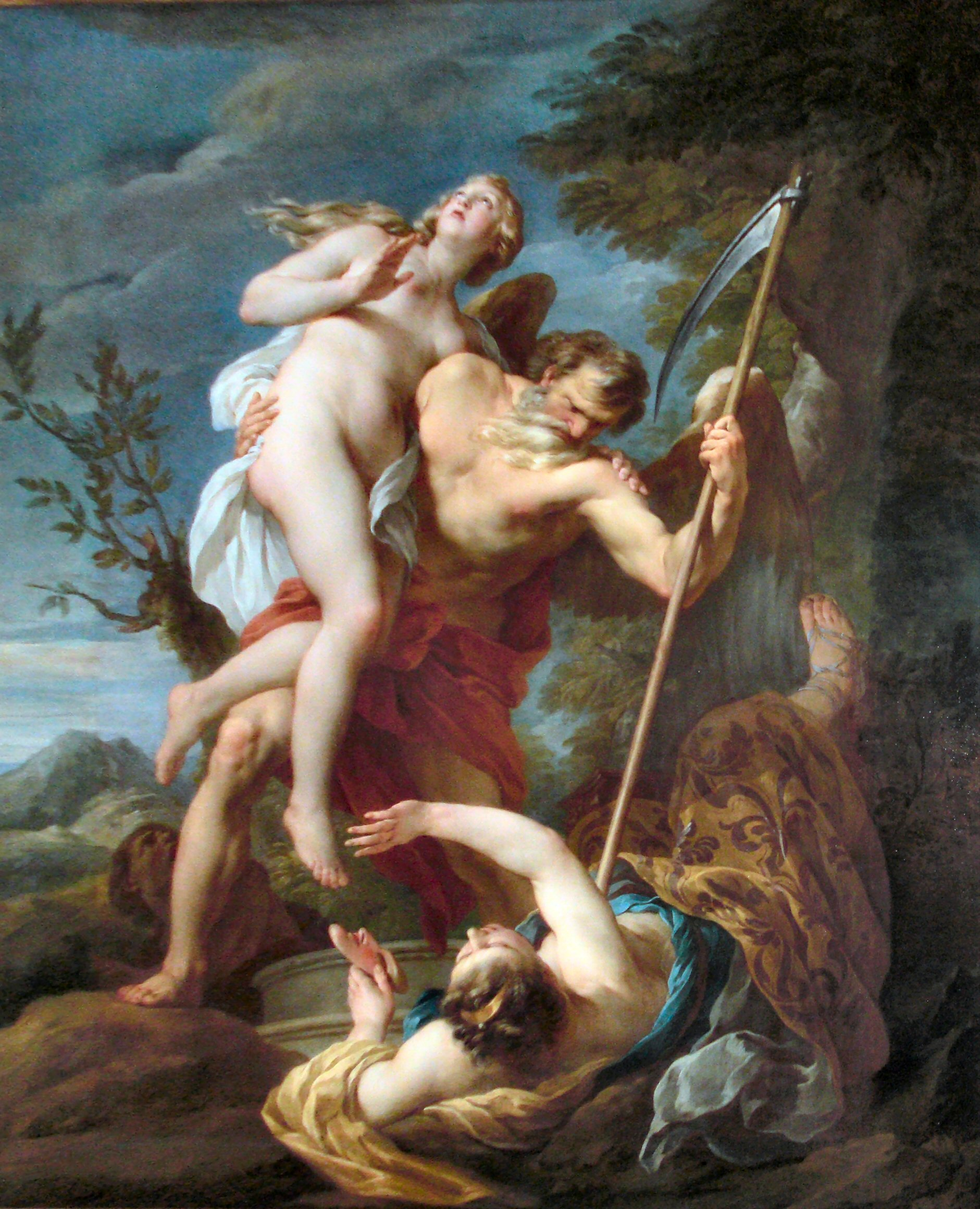
El Temps salvant la Veritat de la Falsedat i l'Enveja (Time Saving Truth from Falsehood and Envy), François Lemoyne, 1737.

La veritat (del llatí veritas) és un concepte propi de la filosofia que té una gran varietat de significats. Pot indicar tant honestedat, bona fe i sinceritat, en general, com el fet d'estar d'acord amb la certesa o realitat d'alguna proposició, en particular.
El terme veritat no té una única definició amb què estiguin d'acord tots els filòsofs, i se segueixen debatent diverses teories sobre el seu significat: què pot ser cert o fals, com definir i identificar la veritat, el rol que té el coneixement revelat i adquirit, i si la veritat és subjectiva o objectiva, relativa o absoluta.
Sens dubte va ser un moment històric el dia que Aristarc de Samos va concebre com a veritat que la terra gira al voltant del sol. Pel mateix va ser un «succeir històric» l'evolució que la mencionada idea com a veritat ha anat recorrent al llarg dels segles fins Copèrnic i al segle xvii en el qual definitivament va ser «acceptada» com a veritat per la comunitat científica, i més tard com «veritat social i cultural».
Així mateix és un succeir històric la influència cultural i els fets que s'han derivat d'aquest coneixement tant en el món de la ciència com de la cultura.
Així i tot aquests dos aspectes no afecten el contingut de la veritat com a tal. Si des de sempre, eternament ha estat veritat i ho continua sent que «la terra gira al voltant del sol», aquests fets mundans no afecten de cap manera la veritat com aquesta veritat ontològica. Aquests són els supòsits del «realisme».

## Concepcions sobre la veritat

### Antiguitat i Edat Mitjana
Es configuren tres orientacions fonamentals sobre la veritat:
- La veritat com a seguretat i confiança en el món hebreu
- La veritat com a descoberta
- La veritat com a veracitat, del llatí verus, que expressa confiança en la correspondència entre el que es creu i el que es diu, i el que és.

Per als hebreus la veritat (emunah) és sobretot la seguretat o la confiança, vertader és allò que és fidel a si mateix, i per això digne de confiança perquè dona seguretat.
Déu és per això la Veritat, perquè és allò únic vertader, perquè és fidel. La veritat no és estàtica perquè no es troba en el present sinó en el futur, on Déu manifesta la seva promesa. Per això el sentit de la veritat és אמן, amén. La veritat és producte de la voluntat de ser fidel a la promesa.
Per als grecs, en canvi, la veritat és idèntica a la realitat, i aquesta era considerada com a identitat que consisteix en el que roman per sota de les aparences que canvien.
Tal és l'arque (ἀρχή), és a dir, principi entès de diverses formes: la matèria, els números, els àtoms, idees, etc. que romanen per sota d'allò sensible de l'experiència concreta, per la qual cosa només és conegut pel pensament com a funció o facultat de l'ànima: l'enteniment.
La veritat és concebuda com άλήθεια o descobriment de l'ésser que es troba ocult pel vel de l'aparença.
D'aquesta manera, els grecs també consideraren la veritat com convenció en la conjunció o separació de signes (paraules, llenguatge) que tenen llur fonament en l'experiència i en la convenció social del discurs en ordre a allò pràctic: la comunicació i la persuasió, sobretot en el discurs polític i educatiu i l'art de la retòrica. Són els primers a considerar la veritat com un contingut subjectiu i, per tant, escèptic.
El cristianisme introdueix elements nous en la valoració de la veritat i la possibilitat del seu coneixement en aquestes dues afirmacions fonamentals:
- Coneixereu la Veritat Objectiva i Absoluta que és Revelada a través de la Bíblia i Jesucrist, però que s'encarna en una institució humana, l'Església

| « | Qui diu la gent que és el Fill de l'home? Ells respongueren: Uns diuen que és Joan Baptista; d'altres, Elies; d'altres, Jeremies o algun dels profetes. Ell els pregunta: I vosaltres, qui dieu que sóc? Simó Pere respongué: Tu ets el Messies, el Fill del Déu viu. Llavors Jesús li va dir: Feliç de tu, Simó, fill de Jonàs: això no t'ho ha revelat ni la carn ni la sang, sinó el meu Pare del cel. I jo et dic que tu ets Pere, i sobre aquesta pedra edificaré la meva Església, i les portes del reialme de la mort no la podran dominar. Et donaré les claus del Regne del cel; tot allò que lliguis a la terra quedarà lligat al cel, i tot allò que deslliguis a la terra quedarà deslligat al cel. Mateu 16, 13-19 | » |

- La Veritat us farà lliures

| « | Si us manteniu ferms en la meva paraula, realment sou deixebles meus; coneixereu la veritat, i la veritat us farà lliures. Joan 8, 31-32 | » |

## La mirada dels pensadors: resum històric

### Aristòtil
Els sentits respectius de les paraules gregues άληθής [(άληθής), (γνος)], alithis, és «veritable» i Άλήθεια, Alithia, « Veritat » han continuat sent constants durant tota l'època clàssica i associades de l'àmbit de la lògica, de la geometria i de les ciències deductives en general; també Plató recorre en aquestes matèries com a eina pedagògica per il·lustrar la seva teoria de les Idees considerades de contenir tota veritat intel·ligible. Aristòtil, sobre un registre molt diferent, desenvolupa la lògica com mitjà d'investigació del discurs, útil també en la investigació de la realitat en el fet que permet organitzar els coneixements.
Aquests conceptes de «veritable» i de « veritat » també han estat associats, del costat de l'escola de Milet i més tard d'Aristòtil encara, a les ciències d'observació, més exactament, ja que en aquest context no hi ha verdaderament un mètode científic tal que la concebem des de Galileo, a les primeres temptatives d'estudi dels fenòmens naturals, els «meteors», i dels éssers vius; Aristòtil no perdia mai una ocasió d'anar a observar els peixos de l'estany de Pyrrha a l'illa de Lesbos.
En els dos casos, el caràcter binari i normatiu d'aquestes nocions no té misteri. En l'obra Metafísica, Aristòtil va escriure : «Dir que el que és no és, o que el que no és és, és fals; i dir que el que és, és, i que el que no és no és, és veritat » (IV, 7). Enunciats similars es troben en Plató, per exemple el Critó.
Al segon llibre de l'Organon, De la Interpretació, Aristòtil analitza el llenguatge i la formació de les proposicions lògiques, és a dir les parts del discurs susceptibles de ser verdaderes o falses, l'element inicial és la correspondència d'un enunciat amb un fet real. Diem per exemple que l'enunciat «el gat és sobre la catifa» és veritat perquè el gat és efectivament sobre la catifa.
Aristòtil va tenir el mèrit de posar en forma de manera sistemàtica modes de raonament que havien romàs sovint molt vagues o implícits en els seus antecessors.
La lògica d'Aristòtil va intentar en principi retirar les condicions necessàries, evidentment no suficients, de la veritat, que resideixen en la forma. Així, un enunciat tal com «el mur blau és vermell» no necessita cap referent exterior per ser declarat fals. La lògica proveeix l'instrument del pensament correcte, no la matèria. En termes kantians, és la condició formal de la veritat, però no material
Aristòtil porta sobretot la seva atenció sobre els sil·logismes tals com «tot A és B», aproximadament A és B», on el subjecte A i el predicat B reemplacen conceptes; «Tot A és un B» significa que el concepte B és atribuïble a tot objecte al qual es pot atribuir el concepte A. Aristòtil era conscient que els sil·logismes no podien adonar de totes les aplicacions de la lògica ·  però li permetien formular regles clares per formar la negació dels enunciats, i també per distingir els papers respectius dels universals del gènere «tot x és això» i de les singulars del gènere « hi és allò».

### L'escola de Mègara
Els megarians i els estoics han analitzat metòdicament la lògica de les connexions del llenguatge corrent tals que «i», «o» i la negació dels enunciats. Filó de Mègara estén l'abast del condicional. En la seva versió PQ és falsa quan P és verdadera i Q falseja, i és verdadera altrament, sense que el locutor no tingui a preocupar-se per recercar relacions causals o connotacions psicològiques; així proposicions aparentment tan ridícules que «si el Groenlàndia és en sucre candi, llavors Carlemany és el major escriptor de l'edat mitjana» són verdaderes. Aquest gènere de consideració té la seva importància per a la utilització dels connectors lògics en tota generalitat, ja que les regles s'apliquen fins i tot si no se sap si els termes són verdaders. Aquesta eliminació de les connotacions psicològiques de la relació d'implicació era un gran progrés, però sense efecte immediat sobre la lògica.
En efecte, aquests treballs van caure en l'oblit fins a la fi del segle xix.

### Agustí d'Hipona
Agustí d'Hipona veu la Veritat com l'experiència última de la vida espiritual. Aborda la relació de l'home amb la veritat a través de la qüestió de l'ensenyament del dogma i de la seva comprensió. Per ell, no hi ha «comunicació horitzontal» entre els homes. El diàleg juga no a dos, sinó a tres. Tota comunicació autèntica és «triangular» : tu, jo, i la Veritat que ens transcendeix tots dos, i del qual som, tu i jo, els «companys d'estudis».
Entre les obres d'Agustí, El Mestre és un dels més reveladors del seu pensament. Hi desenvolupa una tesi recurrent fins al final de la seva vida.
«Quan els mestres han exposat per les paraules totes aquestes disciplines que fan professió d'ensenyar, incloent-hi la de la virtut i de la saviesa, llavors els que es diuen dels deixebles examinen en ells mateixos si el que ha estat dit és veritat, mirant, allò es tracta de si mateix, la Veritat interior segons les seves forces. És llavors que aprenen; i quan han descobert interiorment que se'ls ha dit la veritat, lloen els mestres, sense saber que lloen pels ensenyats més aviat que els professors, si tanmateix aquests tenen el saber del que diuen. Però els homes s'equivoquen dient mestres de la gent que no ho és.»
Agustí expressa en la seva forma clàssica: Foris admonet, intus Docet, l'advertència és externa, està dins de la instrucció. L'idioma (incloent paraules de Crist) s'adverteix a l'exterior, però només ensenya Crist, la veritat interior. Per tant, és per a ell que l'Evangeli no dona el títol de mestre de la persona a la terra, "perquè l'únic mestre de tots en el cel."

### Tomàs d'Aquino
Tomàs d'Aquino va escrutar de manera precisa l'obra De la Interpretació  d'Aristòtil, també els comentaris anteriors als seus, extraient-los de les seves influències neoplatòniques o àrabs per una crítica interna en el pensament del filòsof grec. Va desenvolupar un cert nombre de temes tals com: veritat del pensament i del discurs, paper de les paraules respecte a les idees i a les coses, regles permetent eliminar les ambigüitats del llenguatge corrent, determinisme i llibertat.
Per al Aquinisme, veritas est adæquatio intellectus et rei : la veritat és l'adequació de l'intel·lecte als coses, sobre aquest punt doncs el seu pensament casa perfectament amb la d'Aristòtil.

### Baruch Spinoza
El següent text, triat dels Pensaments metafísics, dona la impressió que Spinoza concep la veritat com a adequació de la idea amb l'objecte :
| « | La primera significació de Veritat i de Fals sembla tenir el seu origen en els relats; i s'ha anomenat verdader un relat, quan havia succeït realment el fet contat; fals, quan no havia succeït el fet contat enlloc. Més tard, els filòsofs han utilitzat la paraula per designar l'acord d'una idea amb el seu objecte; així, es diu idea verdadera la que ensenya una cosa com és en ella mateixa; falseja, la que ensenya una cosa altrament que no és en realitat. Les idees no són altra cosa en efecte només relats o històries de la naturalesa en l'esperit. I d'allà hom n'és arribat a ser designat de la mateixa manera, per metàfora, de les coses inertes; així, quan anomenem or verdader o or fals, com si l'or que ens és presentat contés alguna cosa sobre ell mateix, que és o no és en ell. | » |

Però Spinoza ell mateix defineix així l'adequació al començament de la segona part de la seva ètica:
Definició IV.
Per idea adequada entenc una idea que, considerada en si mateix i sense mirada al seu objecte, té totes les propietats, totes les denominacions intrínseques d'una idea verdadera.
L'adequació reposa doncs sobre un criteri intrínsec de veritat, d'on el mode geomètric de construcció del seu sistema filosòfic.
Així, coneixem adequadament un objecte quan el reconstruïm a partir de les seves causes, quan ho concebem. Per contra, el coneixement pels sentits és per força truncat i incomplet. El que percebem pels sentits expressa més la nostra pròpia naturalesa que la de l'objecte percebut. No se sabria explicar això abans sense entrar en el sistema filosòfic de Spinoza.
Igualment, Spinoza rebutja la concepció cartesiana, segons la qual només el judici, procedent de la voluntat, pot ser verdader o fals. Segons Spinoza, cada idea inclou la seva pròpia afirmació, no és el fet d'algun àrbitre lliure exterior a aquesta idea singular. Així, no puc pensar que 2 i 2 fan 4 sense ipso facto afirmar-ho. No podem suspendre el nostre judici més que si altres representacions qüestionen el valor d'una primera representació. Així, quan somio, sóc generalment incapaç de dubtar del que percebo, i tanmateix, una vegada despertat, m'és molt fàcil de negar el meu somni. Tanmateix, una idea falsa és qualitativament, intrínsecament, diferent d'una idea adequada. La idea verdadera em permet d'un mateix gest de comprendre per què és verdadera, i per què les idees falses són falses. El verdader és índex d'ell mateix i del fals, diu Spinoza (índex sui et falsi).

### Immanuel Kant
Kant fet ús de la distinció aristotèlica entre una definició nominal i una definició que apunta sobre la causa o l'essència del que s'ha de definir, quan escriu : 
| « | La veritat se suposa que consisteix en l'acord del coneixement amb el seu objecte. Segons aquesta definició simplement verbal, llavors, el meu coneixement, per ser verdader, ha de ser d'acord amb l'objecte. Però no puc comparar l'objecte amb el meu coneixement més que per aquest mitjà, especialment, fent la coneixença d'ell. El meu coneixement, llavors, serà verificat per ella mateixa, la qual cosa és lluny de ser suficient perquè estgui assegurada la veritat. Ja que com l'objecte és exterior a mi, i que el coneixement és en mi, jo no puc jutjar més que després de saber si el meu coneixement de l'objecte és d'acord amb el meu coneixement de l'objecte. Aquest gènere d'explicació circular era anomenat Diallelos pels antics. I els lògics estaven acusats d'aquesta a falta de raonament pels escèptics, que comparaven aquesta accepció de la veritat a la crida a un testimoni desconegut que al davant un tribunal sostindria la seva pròpia credibilitat sobre la base de la de l'home que l'havia cridat. | » |

Però la validesa de l'asserció segons la qual a Grècia els «lògics» practicaven efectivament aquest cercle viciós no ha estat avaluada.

### G.W.F. Hegel
Hegel examina la naturalesa paradoxal de la consciència humana, que voldria una veritat sencera i completa quan la majoria dels individus no poden generalment anar molt lluny sense desacord. Però aquest antagonisme, on Hegel distingeix un moviment «positiu» o «tesi » i un moviment «negatiu» o «antítesi» és el motor d'una evolució : l'esperit de l'univers creix cap a més alts graus de despertar i de consciència. Aquest procés és dialèctic: es passa d'una etapa a una altra superant les contradiccions en el marc d'un temps històric, productiu, quan l'antagonisme una vegada subsumit condueix a la síntesi d'on emergeix una nova veritat.
Cal en tot cas notar que en la teoria de Hegel hi ha de fet una síntesi intermediària al si de l'«antítesi», entre «oposició extern» i «divisió intern»

### Gottlob Frege
Amb Aristòtil i els escolàstics de l'Edat Mitjana la lògica de les connexions continuava sent en certa manera tributària de les imperfeccions del llenguatge corrent; a més, la lògica dels predicats, tancada en la tríada subjecte-copula-atribut, no podia estar molt lluny quan es tractava de tractar de situacions més complexes fent intervenir proposicions implicant diversos verbs actius o diversos subjectes. Leibniz va temptar molt d'escriure un llenguatge simbòlic que seria una «característica universal» eliminant els riscs d'error, però no ho va aconseguir pas.
Havia de tornar a Friedrich Ludwig Gottlob Frege de fundar la lògica en bases inspirades de les matemàtiques, desmultiplicant així la seva eficàcia.
Hi ha continuïtat i no ruptura. El que la lògica d'Aristòtil i els seus successors escolàstics feia, la lògica moderna ho fa sempre; però com ho anomena Quine és un subproducte d'una empresa més potenta.
Frege va voler iniciar un projecte encara més ambiciós: unificar les ciències deductives expressant els termes primers de les matemàtiques pels mitjans de la lògica; però Bertrand Russell, qui havia fet una temptativa similar, l'en va dissuadir després d'haver descobert una paradoxe.

### Kitarō Nishida
Per a Nishida, l'experiència neix allà on els fets semblen tals que són, és un coneixement que adquirim sotmetent-nos a la realitat dels fets, sense artifici intel·lectuel. La diferenciació del subjecte i de l'objecte és molt relativa, no intervé més que en el moment en què l'experiència perd la seva unitat. L'observació es desenvolupa en el present, quan no es manté cap judici, és simplement consciència immediata.
L'acte reflexiu del pensament és procedent de conflictes, la recerca d'una solució condiciona
la unicitat de consciència; així el pensament es realitza en l'acció: l'experiència pura i el pensament no són més que dues visions d'un sol i mateix esdeveniment.
Llavors tant la veritat, com l'objecte, no és separada de l'subjecte. És la unicitat dels nostres fets empirics

### Bertrand Russell
Russell diu que els arguments que defenen a favor d'una jerarquia de llenguatges són decisius, sobretot és l'únic mitjà d'escapar a la teoria de Wittgenstein segons la qual la sintaxi es pot només que mostrar i no expressar-se amb paraules. Les seves recerques sobre aquest subjecte parteixen de la comprovació per Tarski del fet que les paraules «veritat» i «fals» quan s'apliquen a les frases d'un llenguatge donat, no són expressables més que en un llenguatge d'ordre superior. Així en Significació i veritat disseciona el llenguatge quotidià per extreure'n la substància que ell anomena un nom conegut de romandre a la posteritat: el llenguatge-objecte, o de primer ordre, de "paraules objectes.
També té com a objectiu avaluar l'abast de la crítica Brouwer en contra del principi de la lògica va dir del "tercer exclòs", que només hi ha dos valors de veritat; Brouwer és que no coneix el "veritable", coneix el "verificable" i per tant, hi ha una mena de propostes que són sintàcticament correctes però que no són verificables ni verificable propostes contradictòries. Ningú, diu Russell, mai no ha anat fins a definir la veritat com al que és conegut; la definició epistemiològica de la veritat és el que pot ser conegut, però això posa evidentment de les dificultats a les quals Russell consagra nombroses pàgines abans de definir la veritat respecte a esdeveniments i el coneixement respecte a percepts; i conclou finalment a favor del terç exclòs :
| « | Abans de la invenció de l'espectroscopi, hagués semblat impossible d'afirmar qualsevol cosa en relació amb la composició química estrelles; però hagués estat un error pretendre dir que les estrelles no contenen els elements que coneixem. Ara, ignorem si hi ha vida en un altre lloc en l'univers, però tenim raó d'estar segurs que n'hi ha o que no n'hi ha. Necessitem doncs la «veritat» tan més que el «coneixement» perquè les fronteres del coneixement són incertes i perquè, sense la llei del terç exclòs, no ens podríem plantejar les preguntes que donen llum als descobriments. | » |

Al segle xx Russell percep amb aprehensió el desenvolupament d'un cert relativisme en el qual la noció fins i tot de veritat li sembla una mica feta malbé :
| « | Le concepte de veritat, entès com dependent de fets que superen àmpliament el control humà, ha estat una de les vies per les quals la filosofia té, fins aquí, inculcat la dosi necessària d'humilitat. Quan aquesta trava al nostre orgull sigui apartada, un pas més haurà estat fet en el camí que porta a una mena de bogeria - la intoxicació de la potència que ha envaït la filosofia amb Fichte i a la qual els homes moderns, que siguin filosòfics o no, tenen tendència a sucumbir. Estic persuadit que aquesta intoxicació és el major perill del nostre temps i que tota filosofia que hi contribueix, fins i tot no-intencionalment, augmenta el perill d'un vast desastre social. | » |

### Ludwig Wittgenstein
La totalitat de la realitat és el món. La imatge, diu Wittgenstein, és un model de la realitat; i tanmateix pot ser verdadera o falsa.
| « | Una imatge per explicar el concepte de veritat: una taca negra sobre un paper blanc; la forma de la taca pot ser descrita dient per a cada punt del full si és blanc o negre. El fet que un punt sigui negre correspon a un fet positiu, el fet que un punt sigui blanc (no negre) correspon a un fet negatiu. Si indico un punt de la superfície, això correspon a una hipòtesi proposada a un judici, etc., etc. | » |

| « | Però per poder dir que un punt és negre o blanc, em cal primer de tot saber quan un punt serà anomenat blanc i quan serà anomenat negre; per poder dir «p» és verdadera (o falsa), em cal haver determinat en quines circumstàncies dic «p» verdadera, i per allà determino el sentit de la proposició. | » |

| « | El punt on la metàfora campana és aquest : podem ensenyar un punt del full de paper sense saber si és blanc o negre; mentre que una proposició desenganxada del seu sentit no correspon a res, ja que no denota cap cosa (valor de veritat) de la qual les qualitats puguin ser anomenades verdaderes o falses; el verb d'una proposició no és «és veritat» o « és fals», com ho creia Frege, - però cal que allò que «és veritat» contingui ja el verb. | » |

### Alfred Tarski
La concepció de la veritat d'Alfred Tarski era la d'Aristòtil, Frege, Russell i de la majoria de la gent: l'acord dels nostres judicis amb la realitat; tanmateix el desenvolupament dels llenguatges formalitzats havia clerificat els papers diferents de la semàntica i de la sintaxi; no es pot dir que una fórmula que és una conseqüència de símbols és en si mateix «verdadera» o « falsa»; el qualificatiu de «veritat» o de «fals» no saplica més que en enunciats, els quals resulten de la interpretació de fórmules en un model; 
la noció de la veritat es fa dient que la fórmula és satisfeta pel model. Aquestes idees, a la base de la llavors nova notícia teoria de models, no han sigut sense influenciar a Karl Popper.
El lògic polonès testimoni dels trastorns de la seva època percebia la claredat i la coherència del llenguatge com a no determinants en el procés de millora de les relacions humanes, però pròpies d'accelerar aquest procés :
| « | Car d'una banda, posant la significació dels conceptes precisa i uniforme en el seu propi àmbit, i insistint en la necessitat de tal precisió i uniformitat en tot altre àmbit, la lògica fa possible una comprensió millor entre els que la recerquen amb bona voluntat. I d'altra banda perfeccionant i refinant els instruments de pensament, millora l'esperit crític dels homes, i disminueix el seu risc de ser enganyats per tots els pseudoraonaments als quals són exposats avui a nombrosos indrets del globus. | » |

### Jürgen Habermas
El problema per a Habermas és que no és possible abstreure's del llenguatge per mesurar el nostre ús d'aquest mateix llenguatge. Tot enunciat és un element de realitat, una realitat ja impregnada d'aquest llenguatge.
Això no és sense conseqüència sobre la relació entre veritat i comunicació.
Els dubtes quant a la intuïció realista i universal associada a conceptes tals com la veritat resulten d'un tombant lingüístic que ha transferit el criteri de l'objectivitat del coneixement, de la certesa privada a la pràctica pública de justificació pròpia d'una comunitat de comunicació. Aquesta dificultat és superada en ciència per una metodologia fundada en última anàlisi en un escepticisme que no és operatori en un altre lloc, on conduiria al desacord entre interlocutors.
La veritat dels enunciats no es pot justificar més que per mitjà d'altres enunciats, el que havia fet dir a Richard McKay Rorty que no ens era donat de transcendir les nostres creences. En reacció contra Rorty Habermas posa a priori la necessitat d'un món que existeix independentment dels nostres discursos i, per tant, existència d'un horitzó d'entesa que supera l'únic enquadrament científic. Aquest horitzó d'entesa no pressuposa d'altra banda de donar-se com a objectiu un consens últim. La persona que s'introdueix en una discussió tenint de manera seriosa la intenció de convèncer d'alguna cosa intercanviant amb altres ha de suposar que aquests últims no sotmeten les seves afirmacions a cap altra restricció més que la del millor argument.

## Segles XIX i XX
La filosofia kantiana marca una fita en la manera de valorar la veritat i el sentit del coneixement.
| «                         | La veritat és aleshores primordialment veritat del coneixement, coincident amb la veritat de l'ésser conegut. Atès que si hi ha efectivament coses en si, aquestes són inaccessibles i, per tant, no es pot parlar d'un altre coneixement vertader que del coneixement d'aquesta conformitat transcendental. La dependència en què es troba la veritat respecte de la síntesi categorial és el que permet passar de la lògica general a la lògica transcendental o lògica de la veritat. | » |
| — Ferrater Mora. op. cit. | |   |

Des del moment en què la veritat metafísica és considerada com inabastable és la raó qui construeix les veritats, les justifica i les fa reals. És el moment de l'Idealisme: subjectiu, objectiu i absolut, essent-ne Hegel el màxim exponent.

### Veritat filosòfica, veritat com sistema i veritat absoluta
Hegel aporta nous horitzons de sentit de la veritat: la veritat filosòfica, la veritat com sistema i la veritat absoluta.
L'escissió matèria-forma, consciència-extensió, subjecte-objecte, posada en escena per Descartes com res cogitans/res extensa i definitivament consagrada com fenomen-noümen per Kant, troba la seva resolució i superació en la filosofia de Hegel en el fonament que les unifica: l'Absolut.
La veritat no es troba en la cosa. La cosa, com a resultat, no és sinó el cadàver que queda del procés dialèctic de la tendència que l'ha generat: l'esdevenir; procés dialèctic on apareixen i es resolen les contradiccions en la unitat del Tot com Subjecte Absolut.
La veritat absoluta és la pròpia filosofia; la veritat com sistema
La veritat definitiva per a Hegel consisteix en l'articulació que cada cosa concreta té amb l'Esperit Absolut, com a realitat fonamental en el seu desenvolupament com a procés dialèctic. A aquesta articulació és el que Hegel anomena sistema. La veritat filosòfica apareix articulada com a sistema.
Sistema no significa un conjunt de proposicions ordenades, sinó aquesta interna articulació que cada cosa, ella en el seu ésser, té amb l'ésser absolut de l'univers.
Tal és alhora el sentit de la veritat marxista, si bé interpretada des del punt de vista materialista. La veritat és un desenvolupament de la història moguda per la dialèctica de la lluita de classes. La seva manifestació com a veritat vindrà de la mà de la Revolució.
| « | La filosofia alemanya és la prolongació de la història d'Alemanya,... l'arma de la crítica no pot substituir la crítica de les armes, que la força material ha de derrocar-se mitjançant la força material, però també la teoria es converteix en poder material tan aviat com s'apodera de les masses. I la teoria és capaç d'apoderar-se de les masses quan argumenta i demostra ad hominem i argumenta i demostra ad hominem quan es fa realitat, ser radical és atacar el problema per l'arrel. I l'arrel per a l'home és el propi home. | » |
| — Marx. Contribució a la crítica de la filosofia del dret de Hegel. Anals franco-alemanys. 1970. Barcelona. Ed. Martínez-Roca, p 103 | |   |

### Veritat com a coherència i consistència
La manifestació de la veritat en un judici ho ha de ser en relació amb tots els altres judicis vertaders en la unitat del Tot, el que el fa consistent en no entrar en contradicció amb ells. Cadascun no deixa de ser una veritat parcial, un aspecte o moment de la veritat del Tot. Apareix, doncs, un nou sentit de la veritat, la veritat com a coherència.
Teoria de la veritat, principalment mantinguda en les ciències formals i en els sistemes axiomàtics, segons la qual una proposició o enunciat és vertader quan és compatible amb un conjunt coherent de proposicions o enunciats, o deduïble dels axiomes. Així doncs, per exemple, la veritat del teorema de Pitàgores resideix en primer terme, no en la seva aplicabilitat a la realitat, sinó en el fet de ser una conseqüència deductiva dels axiomes i postulats d'Euclides; referit a un altre conjunt d'axiomes podria ser fals o buit de significat. Es tracta d'un cas concret d'aplicació de les propietats de consistència (el conjunt d'axiomes no porta lògicament a una contradicció) i plenor (tota proposició o teorema del sistema és deduïble dels seus axiomes), que exhibeixen paradigmàticament els sistemes axiomàtics. Quan aquest criteri de veritat s'aplica a altres àmbits, no merament formals, el conjunt d'enunciats al·ludit és el conjunt dels enunciats que es consideren vertaders.

### Veritat fenomenològica
Husserl considera que la veritat abasta quatre aspectes:
- La plena concordança entre allò dit (significat) i allò doant {\displaystyle \rightarrow } estat de fet
- La forma d'un acte de coneixement: acte empíric i contingent d'evidència {\displaystyle \rightarrow } procés cognitiu
- L'objecte donat en tant que és dit (significat) {\displaystyle \rightarrow } objecte que fa possible l'evidència
- La justesa de la intenció, com justesa del judici {\displaystyle \rightarrow } intenció significativa

Com que l'acte de significar no és, o no és primàriament, un acte empíric, i allò significat, o dit, no és necessàriament una cosa, la correspondència en qüestió queda confinada a una regió «pura». Es tracta d'una relació ideal i essencial, que reinstaura una intuïció d'essència d'un "jo transcendental", en un idealisme fenomenològico-transcendental.
| «                                                                                 | L'evidència no és una altra cosa que la «vivència» de la veritat. | » |
| — Husserl, E. Investigacions lògiques. 1976. Madrid. Revista de Occidente. p. 162 |                                                                   |   |

Heidegger considera que la veritat no és pas primàriament adequació de l'intel·lecte i s'adhereix al sentit primitiu grec de la veritat com a descoberta de l'ésser. Per això es produeix en l'existència en el seu estat d'autenticitat.
Car la veritat només es fa patent en la mesura que el judici fa present la cosa i permet d'expressar-la com és en la situació radical d'una conformitat amb la manera d'estar obert a l'ésser humà (Dasein), un comportament respecte d'un horitzó i un projecte en el món, una llibertat que posseeix l'home i per això és ex-sistència i té història. El diàleg entre l'Ésser i l'ésser humà és la història, on es produeix l' aparició o l'ocultament de la veritat. L'ocultament és el contrari de l'aletheia; l'ocultament pot semblar un estat natural a l'home per l'ús dels ens que el serveixen i el condueixen a l'error. De vegades l'home es decideix a descobrir l'ens com a tal i es proposa la qüestió de l'ésser i de la veritat. És aleshores que apareix la Filosofia.